# CD83
CD83 ist ein Oberflächenprotein und beteiligt an der Regulation der Immunantwort.

## Eigenschaften
CD83 wird von aktivierten Lymphozyten, dendritischen Zellen und interdigitierenden Retikulumzellen gebildet. CD83 ist glykosyliert. Die mRNA von CD83 wird über CRM1 vom Zellkern ins Zytosol exportiert. Es werden daraus zwei Isoformen von CD83 gebildet, eine immunstimulierende membrangebundene Form und eine immunsuppressive lösliche Form. Die lösliche Form besitzt strukturelle Ähnlichkeiten mit B7-1, B7-2 und CD48. Weiterhin ist CD83 an der Reifung von B- und T-Zellen beteiligt.